# McLaren MCL39
El McLaren MCL39 es un monoplaza de Fórmula 1 construido por McLaren y diseñado por Rob Marshall para disputar la temporada 2025. Es conducido por Lando Norris y Oscar Piastri.
Fue presentado por primera vez el 13 de febrero durante un filming-day en Silverstone. Mientras que la decoración oficial fue presentada el 18 de febrero en Londres.

## Resultados

### Fórmula 1
(Clave) (negrita indica pole position) (cursiva indica vuelta rápida)

| Año   | Motor                        | Neu. | N.º | Pilotos       | 1   | 2   | 3   | 4   | 5   | 6   | 7   | 8   | 9   | 10  | 11  | 12  | 13  | 14  | 15  | 16  | 17  | 18  | 19  | 20  | 21  | 22  | 23  | 24  | Puntos | Pos. |
| ----- | ---------------------------- | ---- | --- | ------------- | --- | --- | --- | --- | --- | --- | --- | --- | --- | --- | --- | --- | --- | --- | --- | --- | --- | --- | --- | --- | --- | --- | --- | --- | ------ | ---- |
| 2025* | Mercedes-AMG F1 M16 V6 Turbo | P    |     |               | AUS | CHN | JPN | BHR | ARA | MIA | EMI | MON | ESP | CAN | AUT | GBR | BEL | HUN | NED | ITA | AZE | SIN | USA | MEX | SÃO | LVG | QAT | ABU | 559    | 1.º  |
| 2025* | Mercedes-AMG F1 M16 V6 Turbo | P    | 4   | Lando Norris  | 1   | 28  | 2   | 3   | 4   | 21  | 2   | 1   | 2   | 18† | 1   | 1   | 23  | 1   |     |     |     |     |     |     |     |     |     |     | 559    | 1.º  |
| 2025* | Mercedes-AMG F1 M16 V6 Turbo | P    | 81  | Oscar Piastri | 9   | 12  | 3   | 1   | 1   | 12  | 3   | 3   | 1   | 4   | 2   | 2   | 12  | 2   |     |     |     |     |     |     |     |     |     |     | 559    | 1.º  |

- * Temporada en progreso.